# Кора вивітрювання
Кора вивітрювання — це товща материнських порід верхньої частини літосфери (магматичних, метаморфічних чи осадових), перетворених у континентальних умовах різними агентами(чинниками) вивітрювання. Від корінних порід відрізняється пухкою структурою та хімічним складом. Формування кори вивітрювання відбувалося в усі геологічні періоди, її наявність свідчить про континентальне вивітрювання території.
Кора вивітрювання характеризується вертикальною зональністю — у верхній частині породи найбільш розкладені, містять гідроксиди алюмінію, заліза, кремнію. Ця частина кори називається латеридною. Наступна каолінова зона містить гідроксиди заліза. Третя, гідрослюдисто-монтморилонітова-бейделітова зона, пов'язана з розкладанням магматичних порід. Нижче лежать породи, що не зазнали вивітрювання. В основі кори вивітрювання часто знаходяться гіпсові та вапнякові стяження, у верхній частині кори — нагромадження гідрослюд, монтморилонітів.
КОРА ВИВІТРЮВАННЯ, (рос. кора выветривания, англ. crust of weathering,  mantle of waste; нім. Verwitterungsdecke f, Verwitterungskruste f, Verwitterungsrinde f) — комплекс гірських порід, що утворюються на поверхні Землі внаслідок дії на корінні породи сонячної радіації, механічного та хімічного впливу води, повітря й живих організмів. За категорією залягання виділяють площинні, лінійні та мішані кори вивітрювання. Товщина кори вивітрювання — від кількох до 100 м і більше. У геол. історії Землі існувало декілька епох формування потужної К.в.: докембрійська, верхньопалео-зойська, тріас-юрська, крейдо-палеогенова, пліоцен-четвертинна. Релікти цих древніх К.в. зберігаються під товщею осадових відкладів або виходять на денну поверхню. Після свого утворення К.в. нерідко зазнавали повторних процесів обілення, каолінізації, шамозитизації, піритизації, карбонатизації, оглеїння, засолення і т. д.
З древніми К.в. пов'язане утворення ряду корисних копалин. Бл. 1/3 всіх хім. елементів досягає в К.в. підвищених концентрацій, що мають практичне значення. У К.в. утворюються родовища руд алюмінію, заліза, марганцю, нікелю, кобальту, урану, рідкісних елементів, барію, неметалічних корисних копалин, таких, як каоліни, вогнетривкі глини, магнезити та ін. З К.в. пов'язане утворення розсипів золота, платини, каситериту, титаномагнетиту, циркону, монациту, дорогоцінних каменів та ін.

## Історія дослідження
Поняття про глибоке хімічне вивітрювання сформувалося у XVIII–XIX ст. Термін «латерит» (від лат. later — «цегла») увів шотландський лікар і натураліст Френсіс Б’юкенен-Гамільтон у 1807 році, описуючи червонуватий залізистий матеріал Південної Індії, що утворюється "in situ" внаслідок інтенсивного вивітрювання і використовується як будівельний камінь. Наприкінці XIX ст. для нижньої, ще «скелетної» частини профілю закріпився термін «сапроліт» (від грец. σαπρός — «гнилий» + λίθος — «камінь»).
У XX–XXI ст. були узагальнені моделі формування латеритних профілів і їхня роль у рудоутворенні (Al, Fe, Ni, Co тощо), а також методи реконструкції палеоклімату за ізотопами (наприклад, кремнію) у латеритних профілях.

## Генезис і процеси
Кора вивітрювання формується переважно в умовах гумідного тропічного та субтропічного клімату при довготривалій циркуляції вод і високих температурах, що спричиняє інтенсивний гідроліз мінералів, вилуговування лужних/лужноземельних елементів і відносне збагачення оксидами Fe та Al (гідроксидами гетиту, гідрогематиту, бокситизованими зонами).
У нижніх частинах профілю переважає сапролітизація — псевдоморфна заміна первинних мінералів із збереженням текстурно-структурних особливостей материнської породи; вище — глинисто-залізисті горизонти, інколи з розвитком індурованого «дюрикрусту».

## Будова профілю
Типовий профіль кори вивітрювання (зверху вниз) включає:
1. Дюрикруст (інколи латеритний панцир)** — інтенсивно цементований залізо- або алюміній-оксидний горизонт.
2. Латеритна (оксидна) зона — збагачена вторинними оксидами Fe/Al; часто червонувато-бурого кольору.
3. Каолінітова/глиниста зона — домінує каолініт, гідроксиди Fe; фіксує стадії вилуговування Si.
4. Сапроліт — «розм’якшена» материнська порода зі збереженими текстурними ознаками.
5. Слабковивітріла материнська порода.

Товщина профілю варіює від кількох метрів до десятків і навіть понад 100 м залежно від клімату, тривалості стабільності поверхні, дренажу й складу порід.

## Поширення
Розвинені кори вивітрювання характерні для тропічних і субтропічних регіонів Африки, Південної Америки, Південної та Південно-Східної Азії, Австралії; давні (палео)кори зберігаються як релікти на давніх кратонах (Балтійський, Український щити тощо).

### В Україні
На території України кори вивітрювання приурочені переважно до Українського щита; фіксуються каолінові та латеритні релікти різного віку, місцями метаморфізовані та перекриті осадовими товщами. Відомі боксито- і каолінопрояви, пов’язані з давніми латеритними профілями; дослідження приділяють увагу їхній еволюції, мінералогії та потенціалу критичних елементів.

## Економічне значення
Кори вивітрювання пов’язані з формуванням родовищ бокситів (Al), заліза (Fe), марганцю (Mn), нікелю та кобальту в Ni-Co латеритах, рідкісних елементів тощо; можливе формування розсипів (Au, платина, каситерит, циркон, монацит).

## Методи дослідження
Вивчення кори вивітрювання включає картування профілів і морфології поверхні, гранулометрію та мінералогію (рентгенофазовий аналіз, ЕРМ- і SEM-EDS-дослідження), геохімію (головні, мікро- та рідкісні елементи), ізотопні підходи (Si, O, H у воді та мінералах), а також геофізичні методи для виявлення прихованих профілів під покривами осадів.